# Trichophoroides niveus
Trichophoroides niveus là một loài bọ cánh cứng trong họ Cerambycidae.